# 島津忠昌
島津 忠昌（しまづ ただまさ）は、室町時代後期の大名。島津氏の第11代当主。

## 生涯
寛正4年（1463年）、薩摩国などを治めた守護大名で島津氏第10代当主・島津立久の子として誕生。
初めは出家して市来の竜雲寺に入り、源鑑と称した。
文明6年（1474年）4月、父・立久の死去により還俗し、家督を継いで当主となる。しかし、幕末に伊地知季安が編纂した『御当家始書』には立久は薩州家の島津国久を養嗣子に迎えていたと記されており、忠昌が寺に入っていた状況と合わせ、その家督継承には複雑な事情があったとみられている。また、立久の在世中である文明3年（1471年）より、桜島の大噴火が5年にわたって続き、その間に発生した大量の火山灰が日向・大隅方面の農地を覆った。そのためこの地域に所領を持つ家臣や農民は困窮したと考えられ、家臣間の所領争いや農民の逃散を激化させる一因にもなった。
こうした中で文明8年（1476年）1月頃より、薩州家の島津国久をはじめ、豊州家の島津季久らが忠昌に叛旗を翻し、相良為続や伊東祐堯、菱刈氏・渋谷氏一族もこれに呼応し、「国中騒乱」といわれるほどの事態となる。3月に一旦停戦したものの、相州家の島津友久も叛旗を翻したために戦いが再開され、文明9年（1477年）に反守護方による鹿児島侵攻が時間の問題になる中で和睦に至った。4月19日に一族10名との「一家中」一揆の契状を結ばされ、忠昌は守護の地位には留まり一族の協力を得られることになったものの、引換に守護及びその家中（老中などの守護側近の被官）の権力は抑制されることになった。更に文明12年（1480年）10月20日にも主だった6名と改めて同様の契状を交わしている。
文明16年（1484年）、飫肥にあった新納忠続と隣の櫛間にあった伊作氏の伊作久逸が勢力争いを始めた。11月に伊作久逸が伊東祐国と結んで飫肥城を包囲した。忠昌は島津忠廉に新納忠続の救援を命じるが、島津忠廉は忠昌の命に従わず菱刈氏・東郷氏・入来院氏らと叛旗を翻した。文明17年（1485年）3月、島津忠廉らは相良氏を継いだ相良長毎の仲介で和睦に応じる。だが、飫肥城の戦況は救援にかけつけた島津豊久が戦死するなど、包囲が解ける気配はなかった。忠昌はその頃に病を得ていたが、新納忠続の危機を知って、病身を押して出陣しようとする。京より招いていた医者・竹田昭慶は思い留まらせようとするが、忠昌は「身を愛するの故をもって、国の大事を廃せむや」と述べて昭慶を伴い出陣、6月21日病を押して出陣した忠昌は飫肥近郊で伊東祐国を破って戦死させ、伊作久逸を降伏せしめた。文明18年（1486年）10月、忠昌は伊作氏と新納氏を旧領である伊作城と志布志城に戻し、島津忠廉の豊州家を飫肥と櫛間の新領主にした。伊作氏と新納氏からすれば故郷に戻ることが出来、豊州家にすれば広大で豊かな所領を与えられたことで満足を与えられた。しかし、忠昌は家臣同士の対立を主導的に解決できる力が無く、対外勢力（伊東氏）の侵攻を受けて漸く解決に動き出したこと、伊東氏との最前線でその侵攻に備えると言う名目があったものの叛逆した島津忠廉が処罰されずに却って所領が広がったことで、忠昌および島津宗家の主体性の欠如と求心力の低下が明白となった。
明応3年（1494年）、大隅の肝付兼氏が叛旗を翻して忠昌が討伐に向かうと、新納忠武・北郷数久らが一斉に叛旗を翻して兼氏を支援した。更に祐国の子・伊東尹祐までが侵攻を図った。忠昌は尹祐による報復を恐れて明応4年（1495年）11月に相良長毎の仲介を得て日向国三俣の1000町の土地を割譲することで和睦している。また、この年には島津一門諸家と長く権力を競う関係にあった老中の平田兼宗と村田経安が忠昌の命で討たれている。
忠昌は軍事よりも文学に優れ、文明10年（1478年）には桂庵玄樹を招聘して朱子学を講じ、薩南学派の基礎を築いた。また、琉球や李氏朝鮮とも積極的に通交し貿易を奨励。さらには雪舟に師事し、明にも留学した高城秋月を招き水墨画を普及させるなど薩摩国における文化を興隆させた。
永正3年（1506年）8月、忠昌は再び大隅の肝付兼久討伐に向かうも再び新納忠武の援軍に敗れてしまう。
そして、永正5年（1508年）、清水城において「願わくば花のもとにて春死なむその如月の望月のころ」と西行の歌を辞世として自殺した。享年46。理由は狂気や島津氏の内乱に苦しんだためともいわれている。墓所は初め興国寺（鹿児島県鹿児島市冷水町）、後に福昌寺（鹿児島県鹿児島市池之上町）へ改葬された。跡を長男の島津忠治が継いだ。